# Bernhard Wildenhain

Bernhard Wildenhain, 1918

Bernhard Richard Wildenhain (* 1. Januar 1873 in Werdau; † 15. Mai 1957 in Leipzig) war ein deutscher Schauspieler und Regisseur.

## Leben
Als Sohn von Bernhard Robert Wildenhain und dessen Ehefrau Wilhelmine Ernestine, geborene Junker, in der sächsischen Kleinstadt Werdau geboren, verbrachte er seine Kindheit und Jugend in Leipzig-Gohlis, wo der Vater eine Schieferdachdeckerfirma gegründet hatte. Nach Abschluss seiner Volksschulbildung begann er auf Wunsch des Vaters zunächst eine Ausbildung als Maschinentechniker, später als Graveur. Beide Ausbildungen brach er ab, um sich dem Theater und der Schauspielerei zu widmen, denen sein ganzes Interesse galt. Ab 1891 erhielt er bei Anton Hartmann unentgeltlich Unterricht in Deklamation und Schauspielkunst. Seinen Lebensunterhalt verdiente er sich mit Geigenspiel und -unterricht.

Bernhard Wildenhain als junger Schauspieler

Nach 37 einstudierten Rollen im Helden- und Liebhaberfach erhielt er für die Herbstspielzeit 1892 sein erstes Engagement als jugendlich-schüchterner Liebhaber am Theater im Kristallpalast Apolda. Sein Debüt war die Rolle des Tapezierers im Stück Die Großstadtluft von Oscar Blumenthal und Gustav Kadelburg unter der Regie des Theaterdirektors Drescher. Es folgten Engagements an kleinen Bühnen der Provinz, so in Landsberg an der Warthe unter Okonowsky, in Gumbinnen und Elberfeld, wo er unter Emil Meßthaler auch in Halle an der Saale und München gastierte. 1898 spielte er in Nordhausen und im schlesischen Bad Salzbrunn, Waldenburg und Brieg, bevor er im selben Jahr von seinem Lehrer und Freund Anton Hartmann an das Stadttheater Görlitz verpflichtet wurde. Hier spielte er erstmals auch modernes Repertoire – etwa die Titelrolle in Sudermanns Fritzchen aus der Trilogie Morituri – und legte als Bibliothekar in dem gleichnamigen Stück von Gustav von Moser zugleich sein Debüt im komischen Fach ab, das später zu seiner eigentlichen Domäne werden sollte. Es folgten weitere Engagements in Krefeld, auf dessen Bühne vor allem Shakespeare-Stücke nach klassischem Meininger Vorbild zu Aufführung gebracht wurden, am Weinbergtheater in Prag unter August Kurz und in Bad Kreuznach, wo sich Wildenhain in den Rollen als Beppo in Fra Diavolo und als Eisenstein in Die Fledermaus auch im Opern- und Operettenfach bewährte.
Ab dem 1. September 1902 gehörte Bernhard Wildenhain dem Ensemble des Leipziger Schauspielhauses in der Sophienstraße (heute: Shakespearestraße) an. Dieser Bühne sollte er vierzig Jahre die Treue halten. Das Privattheater war von der Leipziger Literarischen Gesellschaft als Gegengewicht zum konventionellen Theaterstil der Städtischen Bühnen unter Max Staegemann gegründet worden. Schneider Zwirn in Nestroys Der böse Geist Lumpazivagabundus war seine erste große Rolle unter dem Direktorat von Anton Hartmann und der Oberspielleitung von Arthur Eggeling. 1902/03 spielte er in Moretos Donna Diana den Diener Perin an der Seite der vergötterten Dresdner Hofschauspielerin Clara Salbach. Gemeinsam mit Josef Kainz stand er in Grillparzers Die Jüdin von Toledo, in Shakespeares Hamlet und in Cyrano de Bergerac auf der Bühne. Ein Höhepunkt der Kainzschen Gastrollen war die Aufführung von Hauptmanns Die versunkene Glocke, bei der Wildenhain den Part des Nickelmann übernommen hatte. Die Premiere fand in Anwesenheit des Autors statt. 1917 führte Wildenhain Regie in Gerhart Hauptmanns Fuhrmann Henschel mit Eduard von Winterstein und Else Lehmann in den Hauptrollen. Gemeinsam mit Albert Bassermann spielte er 1925 die Rolle des Struve in Sudermanns Stein unter Steinen, den Löffler in Hauptmanns Komödie Kollege Crampton, den Hilmar Tönnesen in Ibsens Stützen der Gesellschaft, 1927 den alten Ekdal in Die Wildente und 1928 den Isolani in Wallensteins Tod.

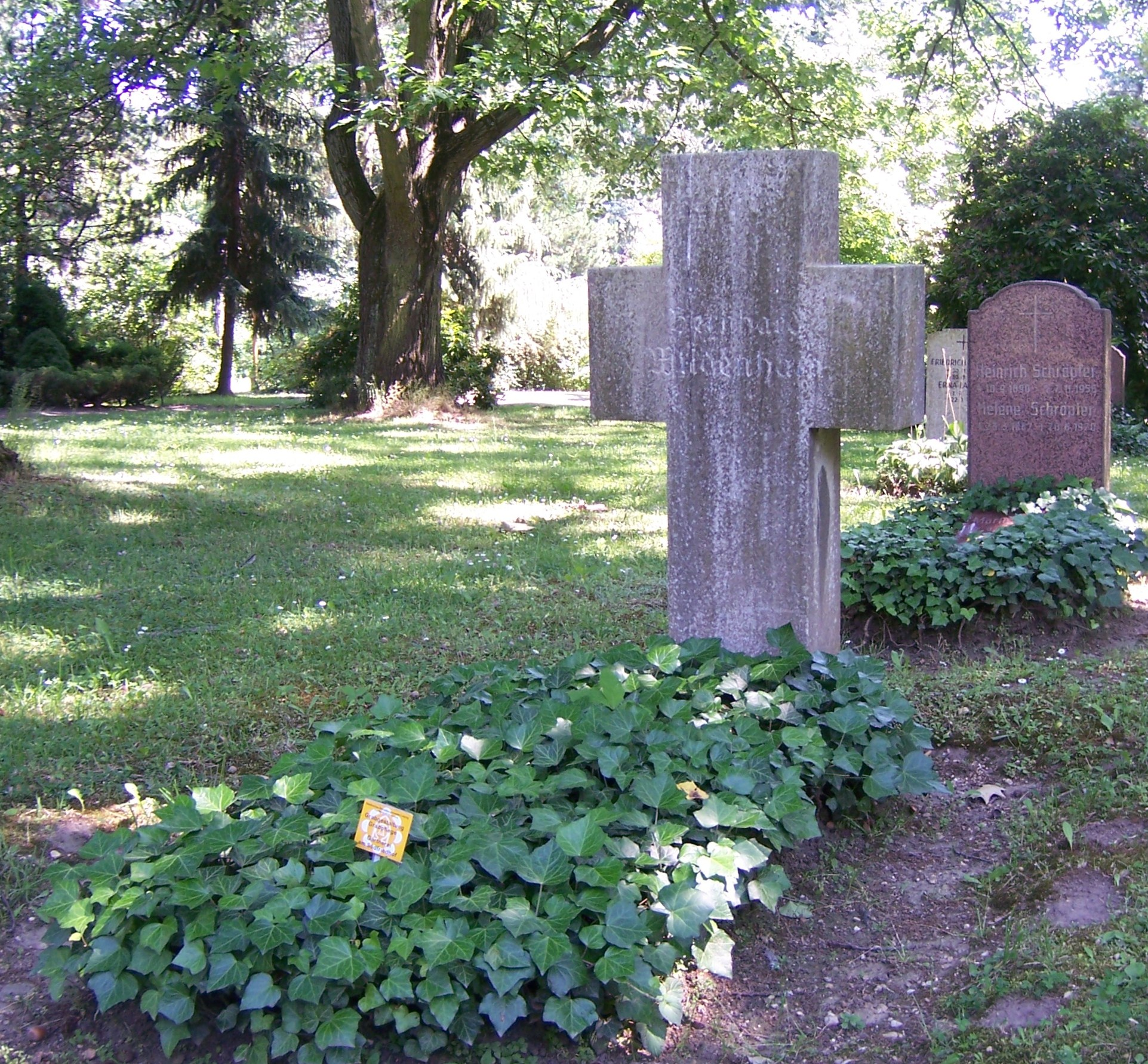
Grab des Schauspielers Bernhard Wildenhain (1873–1957)

Wildenhains Paraderolle war jedoch der Direktor Striese in dem Lustspiel Der Raub der Sabinerinnen. 1500 Mal stand er als sächselnder Leiter eines Schmierentheaters auf der Bühne. Sein großes komödiantisches Talent, mit dem er diese Rolle meisterte, stellte er auch 1936 in der bekannten Verfilmung unter der Regie von Robert A. Stemmle unter Beweis.
Populär wurde Wildenhain auch durch seine jährlich inszenierten Sommerschwänke, die allabendlich das Haus und die Kassen des Theaters füllten. Darin spielte er an der Seite verschiedener Partnerinnen unzählige Male den Ehemann mit dem Seitensprung, der immer wieder in komische und heikle Situationen gerät und mit allerlei Kniffen und Schlichen letztendlich in den ehelichen Hafen zurückgelotst wird.

Einem großen Publikum, darunter unzähligen Kindern, wurde Wildenhain auch durch seine alljährlich inszenierten Weihnachtsmärchen bekannt. Die wohl beliebteste Rolle war dabei die des Königs Kakadu in Görners Aschenbrödel. 

„Ich habe zeitlebens mit großer Liebe den Märchenonkel abgegeben und sicherlich zahllose Kinderherzen froh gemacht. Wenn ich so zurückdenke, fällt mir ein Lautenlied ein, das ich oftmals gehört habe. […] Es handelt von dem Spielmann vor der Himmelstür. Petrus fragt, ob er den Spielmann einlassen solle. Die alten Männer sind dagegen, auch die Frauen, aber die Kinder jubeln und betteln: ‚Sankt Peter, laß den Spielmann ein.‘ So denke ich, daß auch für mich die vielen Kinder bitten werden, wenn ich einmal ganz bescheiden an der Pforte oben anklopfen werde.“

Als Senior der Leipziger Schauspieler musste Bernhard Wildenhain den Niedergang seiner berühmten Spielstätte, auf deren Bühne bis 1933 Werke von Walter Hasenclever, Georg Kaiser, Stefan Zweig, Leonhard Frank, Bertolt Brecht und Friedrich Wolf aufgeführt wurden, noch erleben. Zunächst vollzog sich dieser in künstlerischer und menschlicher Hinsicht mit der Gleichschaltung aller Theater durch die allmächtige Reichsdramaturgie der Nationalsozialisten, letztlich aber durch die Zerstörung des gesamten Hauses während der Bombenangriffe vom 4. Dezember 1943.
Als 75-Jähriger betrat Wildenhain nach dem Krieg nochmals die Bühne des von Ferdinand May geleiteten Gewerkschaftstheaters im Weißen Saal des Leipziger Zoos und spielte in 80 umjubelten Vorstellungen seine Paraderolle des Wandertheaterdirektors Striese im Raub der Sabinerinnen.
Kurz vor seinem Tod konnte Bernhard Wildenhain seine Lebenserinnerungen vollenden, die in der Bearbeitung von Ferdinand und Käte May 1958 im Berliner Henschelverlag erschienen sind. Sein schlichtes Grab befindet sich in der XIX. Abteilung des Leipziger Südfriedhofs.

## Familie
Bernhard Wildenhain heiratete in erster Ehe 1908 die Schauspielerin Margarete Louise Weise (1887–1972), in zweiter Ehe 1926 Marie Frieda Schimmack (1894–1982). Der ersten Ehe entstammten die Töchter Elisabeth Margaretha (1909–1991), die Schauspielerinnen Hilli und Edith Wildenhain und aus zweiter Ehe die Autorin und Herausgeberin Maria-Viola Wildenhain-Gorski (1933–2011).

## Werke
- Bernhard Wildenhain: Schauspieler sein… herausgegeben und bearbeitet von Ferdinand und Käte May. Henschelverlag, Berlin 1958, DNB 455530904.

## Tondokumente
Bernhard Wildenhain, Sächsische Vorträge.
- Vox 5192 (mx.?-B); Frauenlob. Humoristischer Vortrag (T.:?) Bernhard Wildenhain, Sächsische Vorträge.[4]
- Vox 5192 Rückseite: Arthur Preil, Sächsische Vorträge a) Lehrer Schade, b) Der Spucknapf, c) Der Löwe (Preil, Arthur)[5]

## Filmografie
- 1924: Der Schönheitswettbewerb
- 1936: Der Raub der Sabinerinnen